# Jeże (przystanek kolejowy)
Jeże – zlikwidowany przystanek osobowy a dawniej stacja kolejowa w Jeżach na linii kolejowej Pisz – Kolno, w powiecie piskim, w województwie warmińsko-mazurskim, w Polsce.